# 太魯閣之美
《太魯閣之美》為馬白水於1999年初創作的大尺幅彩墨作品，由二十四張高214公分、寬69公分的宣紙聯屏構成總寬1656公分、高214公分的大尺幅畫作。畫面共分成六大主題，分別展現出太魯閣不同的季節風景特色。並於2015年由中華民國文化部指定為國家重要古物。

## 作品主題與藝術表現
《太魯閣之美》畫作共二十四聯屏，每一屏均有馬白水的簽名落款，且每四屏題字點出不同的主題，共有六大主題，依序為「春風」、「夏雨」、「秋紅」、「冬白」、「日光」、「月色」，分別呈現太魯閣自日出到日落，從海平面到海拔300公尺不同季節之景色。此外，每一主題均以一太魯閣著名地標作為題材：「春風」以牌樓為主、「夏雨」則以長春祠為主題、「秋紅」是靳珩橋、「冬白」為九曲洞、「日光」以慈母亭為焦點、「月色」則是遠眺高聳的天峰塔。馬白水透過此作品呈現台灣東部特色的人文環境與地理風貌。另學者黃永川表示，此畫作的二十四聯屏亦能以每三屏為一個時段來觀看，共有清晨、早上、上午、晌午、中午、下午、傍晚、夜晚等8個時段，呈現出太魯閣隨著時間轉移，在不同天光變化下的景致。:6
馬白水為了形塑出臺灣東部山水的雄偉壯闊，運用了創新的畫面「多合一形式」組合法來擴大畫面張力。先在構圖上對太魯閣的風景做出主觀的詮釋與重新組合，使作品每屏可獨立成景之外，還可依展示空間大小選擇以二屏、三屏、四屏、六屏等拼接方式掛置觀賞。:11-12:12此外，學者黃永川也表示，若以全部二十四屏整體連接，則讓觀者有若欣賞寬頻銀幕般的視覺感受。而在繪畫技法上，本作品大部分以簡潔有力的粗線條勾勒山形，搭配平塗與渲染的色彩，及墨色濃淡乾濕的變化營造出融合傳統水墨渾厚和西洋水彩色彩鮮明風格。:12-13
此件作品首度亮相於1999年9月，為馬白水應國立歷史博物館之邀舉辦「彩墨千山—馬白水九十回顧展」，並特為此回顧展創作的重要作品，現由國立歷史博物館永久典藏。:10

## 評價
本畫作是馬白水九十歲時所作，展現融匯中西方繪畫風格與技法的企圖之作。於2015年12月17日獲文化部指定為重要古物。

## 相關公共藝術
2016年，臺鐵花蓮新城車站以此件作品透過窯燒玻璃方式裝飾大廳，並結合調光系統，透過燈光的強弱層次，演繹出太魯閣四季景緻與全天候光影變化，此外並與太魯閣國家公園、國家歷史博物館合作，推出「馬白水彩繪列車」。新城車站於2018年獲文化部「第六屆公共藝術獎」之「藝術創作獎」與「環境融合獎」。文化部當屆評審委員表示，此以《太魯閣之美》畫作設計出的公共藝術作品，讓「失傳的名家技法與瀕臨消失的傳統技術」重現在世人眼前。

## 外部連結
夢中之夢-馬白水與《太魯閣之美》 （页面存档备份，存于）